# NGC 369
NGC 369 је спирална галаксија у сазвежђу Кит која се налази на NGC листи објеката дубоког неба.
Деклинација објекта је - 17° 45' 33" а ректасцензија 1h 5m 8,8s. Привидна величина (магнитуда) објекта NGC 369 износи 13,8 а фотографска магнитуда 14,6. NGC 369 је још познат и под ознакама ESO 541-17, MCG -3-3-22, PGC 3856.